# 하부촌 (에히메현 니이군)
하부촌(垣生村)은 에히메현 니이군에 설치된 촌이다. 